# Petelo Vikena
Petelo Vikena, né en 1943 ou 1944, était, de novembre 2008 à janvier 2010, le roi coutumier au titre de Tu'i Agaifo d'Alo, à Futuna. Il accéda au trône après que son prédécesseur, Soane Patita Maituku, a été légalement destitué par décision des clans du royaume,. Il a abdiqué le 22 janvier 2010. Il « était contesté à l’intérieur comme à l’extérieur de son clan, notamment par trois de ses ministres coutumiers », car, aux yeux de plusieurs chefs de clan, « son couronnement ne résultait pas d'un consensus parmi les chefferies et les clans royaux, mais d'une décision unilatérale du conseil des chefs ».